# Girma Wolde-Giorgis
Cette page contient des caractères spéciaux ou non latins. S’ils s’affichent mal (▯, ?, etc.), consultez la page d’aide Unicode.
 (décembre 2018).
Si vous disposez d'ouvrages ou d'articles de référence ou si vous connaissez des sites web de qualité traitant du thème abordé ici, merci de compléter l'article en donnant les références utiles à sa vérifiabilité et en les liant à la section « Notes et références ».
Girma Wolde-Giorgis Lucha (Ge'ez: ግርማ ወልደ ጊዮርጊስ) est un homme d'État éthiopien né le 28 décembre 1924 et mort le 15 décembre 2018, président de la République du 8 octobre 2001 au 7 octobre 2013.

## Biographie
Girma Wolde-Giorgis est né le 28 décembre 1924 à Addis-Abeba. Il fréquente d'abord une école de l'église orthodoxe éthiopienne, puis rejoint l'école Teferi Mekonnen à Addis-Abeba, où il poursuit ses études jusqu'à l'invasion italienne. L'école est ensuite rebaptisée Scuola Principe di Piemonte (école du prince de Piémont), en l'honneur du prince héritier d'Italie.
Il sert comme militaire sous l'empereur Hailé Sélassié Ier puis fait son entrée au Parlement, où il est élu président de la Chambre basse. 
En 1951, à sa création, il devient directeur général du ministère du Commerce, de l'Industrie et de la Planification. En 1955, il est nommé chef de l'aviation civile de l'Érythrée (l'Érythrée est alors fédérée). En 1957, il prend la fonction de directeur général de l'Autorité éthiopienne de l'aviation civile. Il est aussi membre du conseil d'administration d'Ethiopian Airlines. Après la chute de l'empereur en 1974, il sert sous le régime militaire du Derg et travaille en Érythrée en tant que représentant local de la Croix-Rouge. Il retourne au Parlement après la chute de Mengistu Haile Mariam en 1991.
Lorsqu'il est élu président de la République le 8 octobre 2001 par le Parlement, il est peu connu. L'Éthiopie est un État à régime parlementaire et la présidence est une fonction largement symbolique, dotée de peu de pouvoirs. Le mandat présidentiel est de six ans. Il est réélu à ce poste le 9 octobre 2007.
En mars 2012, gravement malade, il est hospitalisé à Riyad, capitale de l'Arabie saoudite.
Ces dernières années, Girma Wolde-Giorgis a participé activement aux efforts visant à favoriser la réconciliation entre l'Éthiopie et l'Érythrée.
Ces deux pays de la Corne de l'Afrique ont déclaré en juillet 2018 la fin de deux décennies d'hostilité et ont entamé un processus de réchauffement de leurs relations.
Il meurt 15 décembre 2018 à l'âge de 93 ans.